# 小鰭美洲鱥
小鰭美洲鱥（學名：Notropis micropteryx），為輻鰭魚綱鯉形目雅羅魚科的其中一種，分布於北美洲美國肯塔基州南部、阿拉巴馬州北部、維吉尼亞州和北卡羅萊納州西部的格林河、坎伯蘭河和田納西河的支流流域，本魚呈長橢圓形且側扁，眼大、口近下位，本魚體為銀色，背部褐色，腹部銀白色，尾鰭叉形，魚鰭透明，棲息在溪流底中層水域，生活習性不明。